# Eublemma caprearum
Eublemma caprearum is een vlinder uit de familie van de spinneruilen (Erebidae). De wetenschappelijke naam van deze soort is voor het eerst voorgesteld door Max Wilhelm Karl Draudt in een publicatie uit 1933.
De soort komt voor op enkele eilanden voor de westkust van Midden-Italië en is voor het eerst ontdekt op Capri.